# Jubileu dels Joves de 1984
El Jubileu dels Joves de 1984 va ser una reunió internacional organitzada pel Papa Joan Pau II amb motiu de l'Any Sant de la Redempció. Aquest va ser la primera gran reunió de joves organitzada per l'Església catòlica. Des d'aquesta experiència va sorgir la idea de les Jornades Mundials de la Joventut, que s'han anat celebrat des de llavors cada dos o tres anys, en diferents països del món.
La trobada amb el Papa es va celebrar a Roma el dissabte 14 de abril de 1984, en ocasió de l'imminent Diumenge de Rams. Al matí, els joves es van trobar a la plaça davant de la basílica de Sant Joan del Laterà per fer-hi missa, i després una llarga processó es va desplaçar cap a la plaça de Sant Pere del Vaticà, on va tenir lloc la trobada amb el papa que, per a l'ocasió, es van obrir les portes a l'escalinata de la Basílica de Sant Pere per la Mare Teresa de Calcuta.
A la reunió van assistir unes 300.000 persones, majoritàriament italians, però amb una important presència de joves d'altres països.
L'endemà, el Papa va concloure el Jubileu dels Joves amb l'àngelus durant el Diumenge de Rams.
La setmana següent, el Diumenge de Pasqua (22 d'abril de 1984), el Papa va lliurar als joves la Creu de la Jornada Mundial de la Joventut com a símbol «de l'amor al Senyor Jesús per a la humanitat i com a anunci que només hi ha salvació i redempció en el Crist mort i ressuscitat». En aquesta ocasió es va renovar la cita per una reunió amb els joves per al Diumenge de Rams següent (31 març de 1985), l'any en què l'ONU va proclamar Any Internacional de Joventut.